# Toscaans Open 2013
Het Toscaans Open van 2013 werd van 18 tot 21 juli gespeeld en was dit jaar de derde editie van dit toernooi.
Het golftoernooi maakte deel uit van de Europese Challenge Tour en werd gespeeld op de UNA Poggio dei Medici Golf Club in Scarperia. Het prijzengeld was gestegen naar €160.000, waarvan de winnaar €25.600 krijgt.
De winnaar van 2012, Anthony Snobeck, kwam zijn titel niet verdedigen want hij speelde nu op de Europese Tour. 

## De baan
De baan werd ontworpen door golfbaanarchitect Alvise Rossi Fioravanti en de voormalige tourspeler Baldovino Dassu. In de Toscaanse heuvels ligt ook het clubhuis, dat in de 16de eeuw werd gebouwd. 
 
De baan werd geopend in 1995. Van 1999-2003 werd hier het Italian Ladies Open gespeeld en in 2005 won Andrea Pavan op deze baan het NK Strokeplay.

## Verslag
De par van de baan is 71.

Dit was weer een toernooi dat door onweer en mist een aantal keer moest worden onderbroken. Floris de Vries maakte donderdag een goede ronde van 65 maar Taco Remkes kon donderdag de eerste ronde niet afmaken. Knut Borsheim maakte een ronde van 62 (-8) en ging aan de leiding. Vrijdag maakte hij een ronde van 65, en zaterdag had hij een ronde 71. Zondag verloor hij drie slagen op hole 14 en 15 terwijl Marco Crespi vier birdies op de laatste zes holes maakte en op -17 eindigde. Het was Crespi's tweede overwinning op de Challenge Tour.  
- Scores

| Naam               | Score R1 | Score R1 | Nr   | Score R2 | Score R2 | Totaal | Nr | Score R3 | Score R3 | Totaal | Nr  | Score R4 | Score R4 | Totaal | Nr  |
| ------------------ | -------- | -------- | ---- | -------- | -------- | ------ | -- | -------- | -------- | ------ | --- | -------- | -------- | ------ | --- |
| Marco Crespi       | 72       | +1       | T79  | 64       | -7       | -6     |    | 66       | -5       | -11    | T4  | 65       | -6       | -17    | 1   |
| Knut Borsheim      | 62       | -9       | 1    | 65       | -6       | -15    | 1  | 71       | par      | -15    | 1   | 70       | -1       | -16    | T2  |
| Wil Besseling      | 70       | -1       | T36  | 71       | par      | -1     |    | 70       | -1       | -1     | T44 | 70       | -1       | -3     | T38 |
| Thomas Pieters     | 70       | -1       | T36  | 65       | -6       | -7     |    | 73       | +2       | -5     | T27 | 77       | +6       | +1     | T58 |
| Floris de Vries    | 66       | -5       | T6   | 64       | -7       | -12    |    | 73       | +2       | -10    | T6  | 72       | +1       | -9     | T13 |
| Taco Remkes        | 70       | -1       | T36  | 71       | par      | -1     |    | 75       | +4       | +3     | RTD |          |          |        |     |
| Xavier Ruiz Fonhof | 74       | +3       | T110 | 75       | +4       | +7     | MC |          |          |        |     |          |          |        |     |

| Leider |  | Toernooirecord |  | MC = missed cut = cut gemist |  | DQ = disqualified |  | RTD = Retired = teruggetrokken |

## Spelers
| - Jamie Abbott - Byeong-hun An - Phillip Archer - Scott Arnold - HP Bacher - Jason Barnes - Adrien Bernadet - Wil Besseling - Lucas Bjerregaard - Wallace Booth - Knut Borsheim - Gary Boyd - Markus Brier - Daniel Brooks - François Calmels - Guillaume Cambis - Baptiste Chapellan - Federico Colombo - Marco Crespi - Rhys Davies - Robert Dinwiddie - Agustin Domingo - Edouard Dubois - Nacho Elvira - Kenneth Ferrie - Nils Florén - Charlie Ford - Thomas Fournier - Dylan Frittelli - Daniel Gaunt - Jordi García Pinto - Sebastian García Rodriguez - Adam Gee - Domenico Geminiani - Jordan Gibb - Max Glauert - Luke Goddard | - David Griffiths - Julien Guerrier - Matt Haines - James Heath - James Hepworth - Garry Houston - Jeppe Huldahl - Sam Hutsby - Daniel Im - Roope Kakko - Ross Kellett - Dodge Kemmer - Lloyd Kennedy - Sihwan Kim - Mikko Korhonen - Max Kramer - Moritz Lampert - Jerome Lando Casanova - Niklas Lemke - José-Filipe Lima - Sam Little - Paul Maddy - Stuart Manley - Andrew McArthur - Francis McGuirk - Jamie McLeary - Nicolas Meitinger - Janne Mommo - Jamie Moul - Marek Novy - Pedro Oriol - Adrian Otaegui - David Palm - Andrea Pavan - Damien Perrier - Andrea Perrino - Terry Pilkadaris | - Florian Praegant - Niccolo Quintarelli - Nicolo Ravano - Taco Remkes - Raymond Russell - Charles-Edouard Russo - Jack Senior - Gary Stal - Roland Steiner - Duncan Stewart - Jason Timmis - Daniel Vancsik - Alvaro Velasco - Floris de Vries (2010) - Sam Walker - Oliver Whiteley - Oliver Wilson - Daniel Wuensche - Matthew Zions Invitaties Challenge Tour - Brinson Paolini - Chan Kim - Oliver Farr - Panos Karantzias Invitaties Italiaanse PGA - Thomas Pieters - Petr Gal - Kevin Berger - Michael Fenten - Martin Rominger - Jesper Lerchedahl - Laurie Canter - Mark Nichols - Thomas Guste Pedersen - Jack Doherty - Hugo Santos | - Antti Ahokas - Tapio Pulkkanen - Jacobo Pastor Lopez - Niall Kearney - Andrea Zanini - Xavier Ruiz Fonhof - Manuel Trappel - Yevgeny Kafelnikov - Carlos Pigem - Antonio Hortal Rangorde Italiaanse PGA - Simone Baroni - Filippo Bergamaschi - Davide Bertoli - Luca Galliano - Francesco Laporta - Nunzio Daniele Lombardi - Andrea Maestroni - Lorenzo Magini - Gregory Molteni - Tommaso Orzalesi - Pietro Ricci - Andrea Rota - Andrea Signor - Vittorio Andrea Vaccaro - Andrea Zani Amateurs - Jacopo Jori W615 - Enrico Di Nitto W757 - Federico Maccario W1187 - Giorgio De Filippi W1103 - Federico Zuckermann - Pedro Figueiredo W36 - Adrien Saddier W14 W=WAGR=wereldranglijst * = rookie |

Federico Zuckermann staat nog niet op de wereldranglijst (WAGR). Hij zit in het nationale jeugdteam.